# 結婚しようよ
「結婚しようよ」（けっこんしようよ）は、日本のシンガーソングライターである吉田拓郎（当時は“よしだたくろう”名義）が1972年に発表した楽曲である。
それまでいわゆるアンダー・グラウンドの音楽と考えられていたフォークをメジャー・シーンに押し上げた楽曲で、"日本のフォーク&ロックの転換点"とも、"J-POPの原点"とも評される。

## 背景
日本のフォークソングは、1960年代以降、カレッジ・フォークや、関西系のプロテストフォーク、アングラフォークといった流れがあり、吉田拓郎は広島フォーク村という敢えて分類するなら、アングラフォークの流れから出て来た人だった。1970年に上京してラジオとコンサートを中心に活動して徐々に人気を高め、1971年の第3回全日本フォークジャンボリーでの伝説のステージで一躍名声を高めた。当時の拓郎はメッセージ性の強い曲で人気を博していたが、突然の路線変更が本曲となる。それまでの社会的なメッセージから離れ、拓郎が選んだのが最も個人的な題材である"結婚"だった。当然従来のフォークファンからは批判され、ライブでは激しい"帰れコール"を浴びせられたが、大ヒットし、フォークソングがアンダーグラウンドの占有物ではないことを証明し、日本のフォークソングに新しい流れを生み出した。また拓郎はこの年、フォークソングとは最も対極にあったはずのCMソング・フジ・フイルム「HAVE A NICE DAY」を自作自演した。
歌詞そのままに拓郎はこの年6月に長野県軽井沢の「聖パウロ教会」で四角佳子と結婚式を挙げた。この曲はそれまでのプロテストの意味あいが強かったフォークのイメージを一変させ、"政治的な歌から個人的な歌へ"の大きな転換点となった。結婚は家と家との結びつきであるという考えがいまだ根強かった当時において「僕の髪が肩までのびたら結婚しよう」という男性の側からのプロポーズの描き方や、「春がペンキを肩にお花畑の中を散歩に来る」のようなカラフルな言葉づかいの歌詞は当時としては非常に斬新な内容で、手動式オルガン他を使ったアレンジ等、それまでのただギターをかき鳴らして自己主張を歌に託すフォークとは大きく異なっていた。また、通常用いられない「V - VIm - I」というカデンツに「結婚しようよ」との言葉を乗せる構成により、どこか現実味のない空虚な印象を与える。学園闘争の敗北や、アメリカのヒッピー文化、フラワームーブメントが、日本に飛び火した時代を反映したものであることも、インパクトを与える一因であったと言われる。
後年拓郎はこの曲を「ヒットさせるつもりで作った」と述べている。拓郎はこの大ヒットで人気を得て“フォークのプリンス”などと騒がれ、若い女性らが会場を占拠した。その人気ぶりはGSブームの再来のようだったと言われた。反体制のシンボルだったフォークが“若者のポップ・ミュージック”として一般的になるのは「結婚しようよ」の大ヒットからである。]

## 音楽性
さりげないラブソングの中に、既成の男らしさ女らしさのイメージを覆す歌詞。1960年代の恋愛結婚の普及を受け、付き合ったら結婚するというのが当然だった1970年代の時代を反映した歌でもあった。男が女と同じくらいの長髪にする...という行為は、ラブソングながら一つの時代のメッセージ性を漂わせていた。1980年以降は恋愛と結婚の分離、恋愛しても結婚しなくてもよい、恋愛は恋愛として楽しんでもかまわないという意識が普及していく。大人を含む一般のリスナーは、男と女が同じ髪の長さになったら結婚する、という詞に驚き微笑ましく感じた。あれほど嫌われていた男の長髪がそれだけ一般に浸透し、受け入れられたということでもあった。一方で、反体制フォークを愛していたリスナーは、そのあっけらかんとしたプロポーズの歌詞に反発した。しかし拓郎のこの歌はモノを売る側にとって新たな巨大消費者層“ニューファミリー”の出現を祝う歌であった。

## 記録
この年2月に発生したあさま山荘事件の頃から全国的にヒットしはじめ、3月に順位を挙げてオリコンチャート3位を記録し、40万枚以上を売る大ヒットとなった。　

## 評価
加藤典洋は「フォークの歌詞世界は、それまでは一人称複数の『私たち』を主語にするメッセージ性の強いプロテスト調で、吉田も1970年にはまだ硬派な反戦歌『イメージの詩』を歌っていたが、『結婚しようよ』の登場により、身近な『私』性のニューフォーク調に取って代わった。この変化の背景の1ヵ月後に起こるあさま山荘事件に代表される反体制運動の行き詰まり、『私たち』の分解を経て現れた『私』の生動がある。この移行が大きなピクチャーとして見た場合、それまでのフォーク・ソングのメッセージ性の、現実世界への『屈服』、『妥協』、そしてその結果として生じた『化学反応』の興味深い生成物だったことが今の目からは明らかである。『結婚しようよ』は1972年春、未知の明るさを帯び、リスナーの耳を撲ち、新しい音楽領域を作り出した」などと論じている。
阿久悠は、フォークの精神性にはプロテストがあって、当初は、ゲバ棒をギターに持ちかえたかと感じるほど、過激に反社会性を訴えるものが多かったが、誰も彼もがギターを持って自分の歌を歌い、底辺がひろがるにつれて、抵抗の要素は失せて行った。見事に社会に安心され、認知されることにもなったが、「結婚しようよ」は、そうなることのシンボル的な歌ではなかったか、と論じている。
この頃には日本は既に政治の季節を終えていて、拓郎はその時代の好みを鋭敏に嗅ぎとったのである。「僕の髪が肩までのびたら結婚しよう」という求愛の言葉は、その裏に、挫折したものだけが知る鋭い痛みがある。当時髪を伸ばすというのは、ひとつの姿勢の象徴だった。若者は髪を長く伸ばすことによって、体制に組み込まれることを拒否した。この歌は体制とは別のところで、新しい社会を作ろうというアピールであり、その戦術論に多くの若者が共鳴したからこそヒットした。
1960年代後半の“異議申し立ての時代”に青年に支持されたのは、メッセージソング、プロテストソングであり“異議申し立ての運動”と連動していた。しかしこの運動は政治的には敗北し、少数の過激な闘争へと向かうグループがそれを担い、青年層の大部分は、脱政治的な、“私生活主義的な生活”を志向するようになった。かつてのコミューンへの情景はタテマエ化し、ひたすら私生活大事というホンネに閉じ籠った。これが“シラケ”であり「結婚しようよ」や「旅の宿」など拓郎の一連の私生活主義的な歌、「神田川」かぐや姫、「精霊流し」グレープなどの“叙情派フォーク”あるいは“四畳半フォーク”は、こうした心情を反映していた。また決して政治的なことは歌わず、ひたすら性的なメッセージを送ってくるだけのアイドルが、この時代から多数現れ、社会が受け入れたのも私生活主義的な生活を志向した時代にマッチしたものであった。
虫明亜呂無と相倉久人は対談の中で “拓郎の果たした役割、たとえば「結婚しようよ」なんていうのはものすごい大きな力を持っていた”、“ニューミュージックというのがプログラムに上がり始めたのが「結婚しようよ」あたりからだった”、“それまでの女の歌は夜の街の女心を疑似的に歌った演歌しかなかった”、“日本の歌の最大の欠陥は女の歌・女の子の歌がなかったこと”、“だから日本の女の子は外国の歌を聴いていた。そうするうちにも日本語でうたう歌の中にも「結婚しようよ」なんていいことを言ってくれるじゃないって歌が出てきた”、“ニューミュージックは女の歌を生みだしたのではないか”と論じている。
コンポーネントステレオの普及も手伝って、人々はアイドルかフォークかロックのレコードを聴くようになった。加藤和彦らが参加したカントリー・ロックの雰囲気を持ったサウンド・メイク、「僕の髪が肩までのびたら結婚しよう」という当時のニュー・ファミリー的な発想が大いに受けた。髪が肩まで伸びてしまった男なんて、社会生活落第のフーテンか芸術家くずれか活動家かというイメージがまだまだ一般にあったところへ、そうなったら社会生活の基本形態である「結婚」を約束どおり実行しよう、という歌詞には逆転の発想、コピーライター的感覚があり、この時代の隠れた要請に応えていた。学生運動に飽きて優しさと保守回帰を求めていた若者たちの心にフィットして売れる要素が存分にあった。みんな誰かにこういうことを言って欲しかったのである。

## 備考
この「結婚しようよ」のシングル盤は、拓郎がセルフプロデュースしたアルバム『人間なんて』（1971年11月20日発売）からのシングルカットで、アルバムヴァージョンと同一テイクのため、プロデューサーは吉田拓郎である。ただ加藤和彦が「はじめてのプロデュースは吉田拓郎の『人間なんて』の片面をやったのが最初かな。その頃はプロデューサーという言葉がなかったから、アレンジャーというクレジットになっているけど」と話している。1984年3月4日に放送された『NHK-FM 本放送開始15周年記念「トーク・ライブ '69～'84 そして、今も」』という番組では、加藤や松本隆、小室等とラジオで同席した拓郎が、加藤の前で「『人間なんて』の片面を加藤に“手伝ってもらった”」と話している。2009年10月に加藤が亡くなった後の追悼ラジオでは、拓郎も既に記憶が薄れているのか「（『人間なんて』の中の）「結婚しようよ」や「どうしてこんなに悲しいんだろう」「自殺の詩」などの編曲（アレンジ）を加藤に頼んだ。他のアレンジは木田高介だったと思う」と話し、あまり覚えていない様子であった。『人間なんて』の収録曲は「花嫁になる君に」以外は全て、拓郎の作詞・作曲であるが「結婚しようよ」のアレンジは、当時としてはかなり革新的なアレンジが加えられているため、加藤とすれば自身がプロデュースしたという感覚があるのではないかと思われる。

## エピソード
映画監督の佐々部清が拓郎のファンで、2008年に同名タイトルの映画を撮った。またリリース当時、♪もうすぐ春が便器を肩に～と歌う『離婚しようよ』というタイトルの替え歌が流行ったが、何と2023年6月にTBS制作によるNetflixシリーズで、本曲のタイトルからやはりヒントを得た『離婚しようよ』というタイトルの配信ドラマが製作された。

## 収録曲
Side:A
1. 結婚しようよ（2分47秒）
  - 作詞・作曲：吉田拓郎 / 編曲：加藤和彦[44]

Side:B
1. ある雨の日の情景（1分37秒）
  - 作詞：伊庭啓子 / 補作詞・作曲・編曲：吉田拓郎

## 収録データ（結婚しようよ）
1. 収録場所：杉並テイチクスタジオ
2. 参加ミュージシャン

- ギター（ボトルネック奏法）・加藤和彦（当時24歳）
- ベース・小原礼[45]（当時20歳）
- ドラム・林立夫（当時20歳）
- ハーモニウム（オルガン）／バンジョー・松任谷正隆（当時20歳）

## カバー
- チェリッシュ - （1972年、アルバム『ひまわりの小径』収録）
- 青い三角定規 - （1972年、アルバム『太陽がくれた季節』収録）
- ペドロ&カプリシャス - （1972年、アルバム『さようならの紅いバラ 〜ペドロ＆カプリシャスII』収録）
- チューインガム - （1972年、アルバム『風と落葉と旅びと／岡田さんの手紙』）
- 天地真理 - （1974年、アルバム『天地真理オン・ステージ』）
- 本田路津子 - （1974年、アルバム『本田路津子 ニューミュージックを歌う』）
- 南沙織 - （1974年、アルバム『夏の感情』収録）
- ティン・パン・アレー - （1977年、アルバム『TIN PAN ALLEY 2』収録）
- Mi-Ke - （1992年、アルバム『忘れじのフォーク 白い2白いサンゴ礁』収録）
- ダ・カーポ - （1993年、アルバム『友への贈り物 アコースティック ファンタジー』収録）
- 馬平・姜小青 - （1993年、シングル「結婚しようよ（中国語版）」収録。後にコラボレーションアルバム『烏龍歌集「チャイ」サントリー烏龍茶CMソングコレクション』（2003年）にも収録）
- 藤本美貴 - （2002年、アルバム『FOLK SONGS 3』収録）
- LOVERPHENIX - （2003年、シングル「結婚しようよ」収録）
- つじあやの - （2004年、アルバム『COVER GIRL』収録）
- ビリケン - （2004年、アルバム『ビリケンアルバム②』収録）
- 筒美京平 - （2006年、アルバム『筒美京平ソロ・ワークス・コレクション -ソニーミュージック編-』収録）
- 中ノ森BAND - （2008年、アルバム『吉田拓郎トリビュート〜結婚しようよ〜』収録）
- 日野良一 - （2008年、アルバム『コモレビボッサ』収録）
- 荻野目洋子 - （2009年、アルバム『Songs & Voice』収録）
- 山本リンダ - （2009年、アルバム『どうにもとまらない』収録）
- 島倉千代子 - （2010年、アルバム『エンカのチカラ〜ワンダフル・ポップス〜』収録）
- Me First and the Gimme Gimmes - （2011年、アルバム『Sing In Japanese』収録）
- ハンバート ハンバート - （2016年6月8日、アルバム『FOLK』収録）
- 山田姉妹 - （2017年、アルバム『あなた 〜よみがえる青春のメロディー』収録）
- chay - （2017年、アルバム『今日までそして明日からも、吉田拓郎 tribute to TAKURO YOSHIDA』収録）

なお、嘉門達夫が1989年に「結婚しようよ -彼女はもうすぐ26-」という曲を出している。この曲では各番の後半が、メロディは本曲と同じ、歌詞も酷似している。本曲へのオマージュと思われる。嘉門はコミックソング歌手として有名であるが、この曲はコミックソングではない。